# Valuebets
Valuebet es el término con el que se denomina a un tipo de apuesta específico. Se trata de aquella apuesta por la cual la cuota asociada a ella es superior a la cuota real del suceso del evento. O dicho de otra forma, la probabilidad asociada a la cuota del valuebet es inferior a la probabilidad de la cuota real. La traducción literal de la palabra inglesa valuebet es "apuesta valiosa" o "apuesta de valor". 
Dado que la cuota de dicha apuesta es superior a la real, a largo plazo este tipo de apuestas comportan un beneficio seguro para el apostante. Estas apuestas tratan de moverse por los parámetros en que normalmente se mueven los corredores o las casas de apuestas: con probabilidades no ajustadas a las probabilidades reales.
Dado que los juegos de azar como pueden ser los dados, ruleta, cartas,… tienen las probabilidades perfectamente definidas y conocidas, a la práctica no es posible encontrar apuestas de este tipo en ellos. Podríamos decir, pues, que los valuebets sólo son posibles en los acontecimientos deportivos, donde las probabilidades no son tan claras y no pueden predecirse ni definirse de manera exacta. Por ejemplo, un equipo haya empezado una competición con una racha negativa de resultados, pero que esos resultados se hayan producido contra rivales muy superiores, por lo tanto, al jugar ante rivales de su nivel puede que las cotizaciones se vean demasiado afectadas por esos resultados anteriores y exista ahí un buen pronóstico.

## Cálculo de la probabilidad de éxito en un suceso deportivo
Es necesario el cálculo real de la probabilidad en un suceso deportivo para poder compararla con la probabilidad de la apuesta a fin de determinar si se trata o no de un valuebet. 
¿Cómo se calcula la probabilidad real de éxito de un suceso deportivo? ¿Quién determina que probabilidad tiene un equipo de ganar o de perder? 
Los diferentes gestores y proveedores de este tipo de apuestas, utilizan el método de la media aritmética: dado que cada una de las casas de apuestas fija una probabilidad para cada suceso, una comparativa entre todas estas para el mismo suceso puede proporcionarnos esta información. Si una casa de apuestas fija la probabilidad de que un equipo gane en un 25%, otra en un 30% y otra en un 35%, la media de estas probabilidades es de un 30%. Diríamos, pues, que la probabilidad real de que este equipo gane es de un 30%. Lógicamente, cuantas más probabilidades entren en la comparación, más fiable es el resultado. La fórmula para este cálculo es {\displaystyle {\bar {x}}={\frac {\sum _{i=1}^{n}{f_{i}}}{n}}={\frac {f_{1}+\cdots +f_{n}}{n}}}.
En el caso antes descrito, el valuebet se encontraría en la apuesta pagada por la casa de apuestas que fijó la probabilidad en un 25%, puesto que esta es más pequeña que la probabilidad real (30%) y por tanto la cuota será más alta.

## Gestores y proveedores de valuebets
Del mismo modo que la apuesta segura, el valuebet es una información preciada y buscada por los usuarios. La comparativa manual de estos sucesos es inviable, puesto que el número de eventos y apuestas deportivas es muy grande. De esta forma se explica la existencia de gestores y proveedores de valuebets. Algunos de ellos ofrecen esta información de forma gratuita y otros exigen un pago por dicha información. 